# 柳津町
柳津町（日语：／ Yanaizu machi */?）是位于福島縣河沼郡的一町。